# Fährtenhund

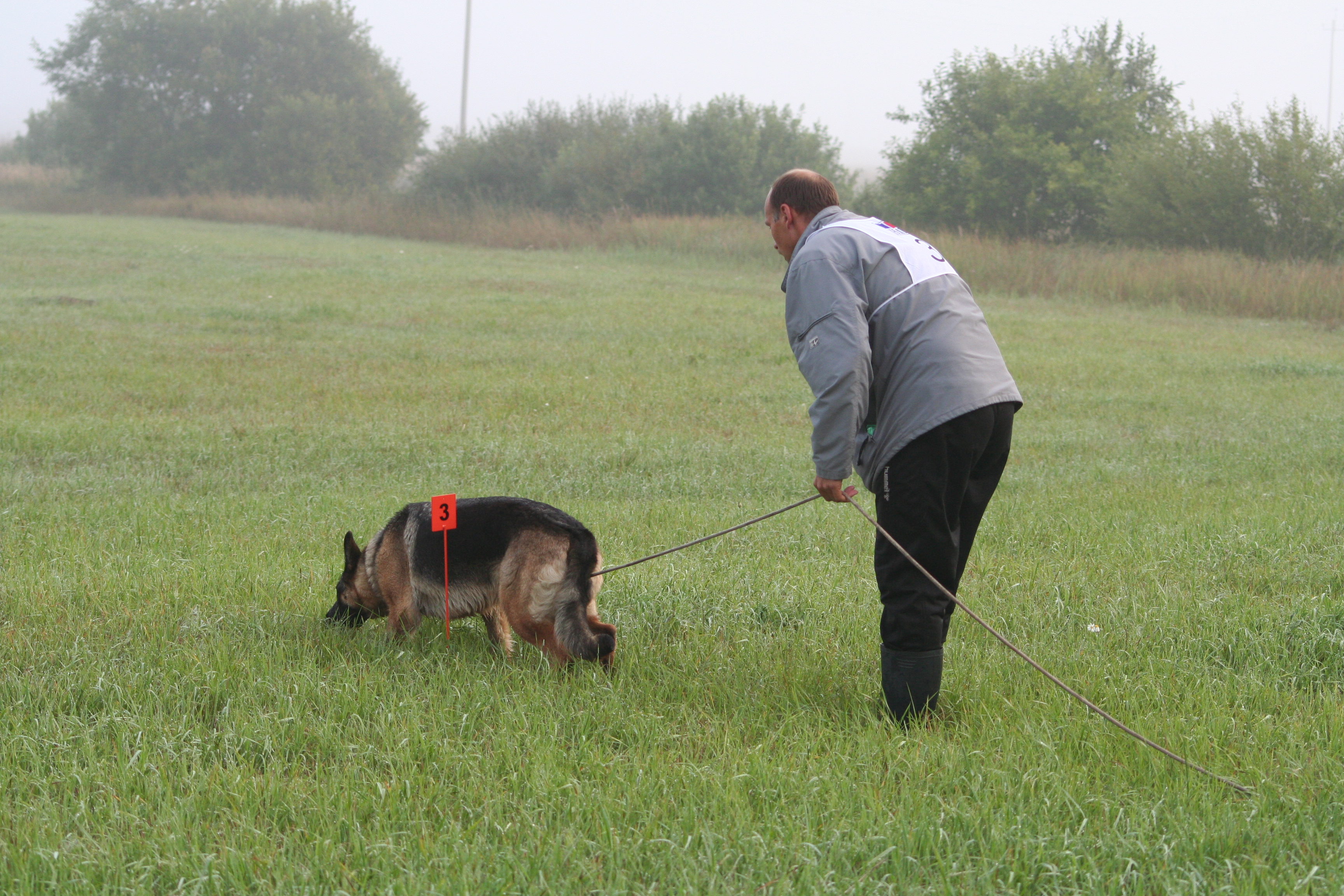
Fährtenhund bei der Aufnahme der Fährte

Fährtenhund ist die Bezeichnung für einen Hund, der eine Ausbildung in der Fährtenarbeit erhalten hat. Insbesondere Sporthunde nach dem Ablegen einer Fährtenhundprüfung (FH) werden so bezeichnet. Fährtenhunde werden als Diensthunde, im Hundesport oder bei der Jagd als Jagdhunde geführt. Auch Rettungshunde erlernen Elemente der Fährtenarbeit. Bei der Jagd finden vor allem Schweißhunde zur Nachsuche Verwendung. Das sind Hunde, die Fährten von blutendem („schweißendem“) Wild suchen.

## Hundesportprüfungen in der FCI
In der FCI gibt es verschiedene Prüfungen in der Fährtenarbeit. Die üblicherweise erste davon besteht in der Abteilung A der Gebrauchshundprüfung Stufe 1, die auch als eigenständige Prüfung abgelegt werden kann und dann Fährtenprüfung 1 (FPr 1) genannt wird. Die Kennzeichen FPr 1 bis FPr 3 für erfolgreich absolvierte Fährtenprüfungen sind keine Ausbildungskennzeichen der FCI im engeren Sinn. Für ein Ausbildungskennzeichen müssen die anspruchsvolleren FH 1, FH 2 oder IGP FH erreicht werden.
Die Prüfungen werden von zugelassenen Leistungsrichtern der Mitgliedsvereine in den Landesorganisationen der FCI abgenommen. Der Teilnehmer muss Mitglied eines Mitgliedsvereins der jeweiligen Landesorganisation der FCI sein. Für die Fährtenhundprüfung (FH) muss die Begleithundprüfung vor Prüfungsantritt bestanden sein. In der FCI gibt es Fährtenhundprüfungen in verschiedenen Stufen, für die es jeweils ein Mindestalter des Hunds gibt: Für FH 1 und FH 2 beträgt es 18 Monate, für IGP FH 20 Monate. Alle Fährten sollen jeweils etwa 180 Minuten alt sein. Der Hund hat jeweils 45 Minuten Zeit für das Absuchen der Fährte, das Ausarbeiten genannt wird. Ab einer Mindestpunktzahl von 70 Punkten (von 100 erreichbaren) ist die Prüfung bestanden.
In der Fährtenhundprüfung Stufe 1 (FH 1) muss die Fährte mindestens 1200 Schritt lang sein. Dem Gelände entsprechend werden sechs rechte Winkel in der Fährte eingearbeitet. Auf offenem Gelände muss die Hauptfährte von zwei frischen Fährten gekreuzt werden. Auf der Fährte werden vier Gegenstände in unregelmäßigen Abständen abgelegt, die vorher 30 Minuten lang vom Fährtenleger getragen werden. Die Gegenstände bestehen aus unterschiedlichem Material und dürfen sich in der Farbe nicht wesentlich von Gelände abheben.
Für die Fährtenhundprüfung Stufe 2 (FH 2) muss die Fährte eine Länge von 1800 Schritt aufweisen und sieben Winkel beinhalten, mindestens zwei davon spitzwinklig. Ein Schenkel der Fährte bildet einen halbkreisförmigen Bogen. Die Fährte muss von einer frischen Verleitungsfährte geschnitten werden, also einer Fährte, der der Hund nicht folgen darf. Auf der Fährte werden sieben Gegenstände abgelegt. Findet der Hund diese nicht, kann er höchstes befriedigend bewertet werden.
Die höchste Fährtenhundprüfung ist die IGP FH. Hier muss der Hund an zwei Tagen zwei von verschiedenen Fährtenlegern an verschiedenen Orten gelegte Fährten ausarbeiten. Die Fährten haben eine Länge von 1800 Schritten, beinhalten 7 Winkel, darunter mindestens 2 spitze, einen halbkreisförmigen Bogen und einen Schenkel im Verlauf des Geländes. Sieben Gegenstände werden auf der Fährte abgelegt. Jede Fährte wird von einer Verleitungsfährte zweimal gekreuzt.

## Abgrenzung Diensthund/Sporthund
Während bei Sporthunden Wert darauf gelegt wird, dass sie sich bei der Fährtenarbeit an Bodenverletzungen orientieren und nicht am Eigengeruch des Fährtenlegers, arbeiten Diensthunde auf der Basis eines Gesamtgeruchsbilds. Der Individualgeruch des „Fährtenlegers“ (also des Gesuchten, im Einsatzfall beispielsweise des Täters) bildet den Leitgeruch, an dem sich der Hund orientiert. Die mechanische Spur spielt beim Gesamtgeruchsbild, das der Hund aufnimmt und nutzt, jedoch auch eine Rolle.